# Людський транспорт

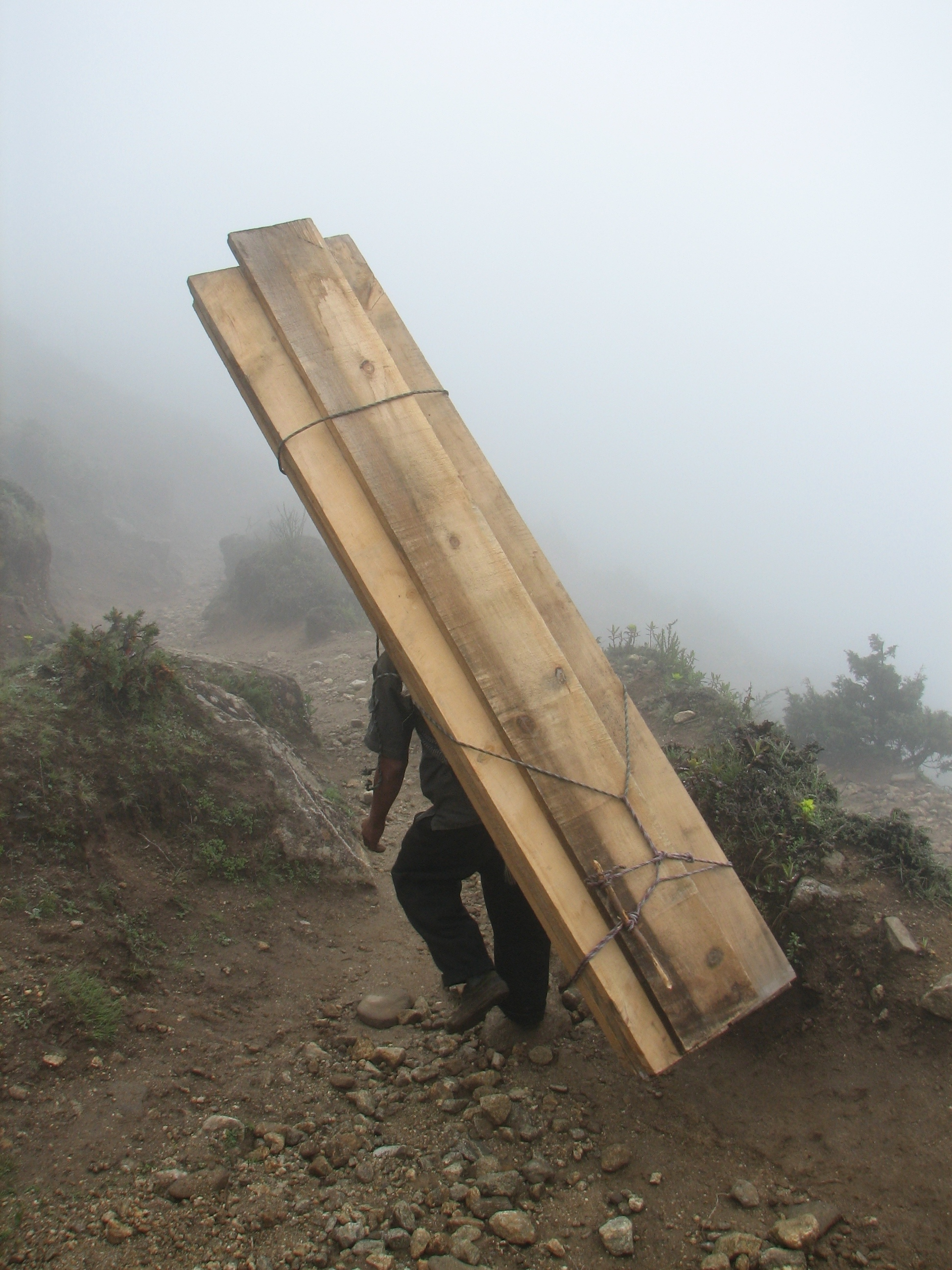
Шерпи, що несли ліс до базового табору на горі Еверест

Людський транспорт — тип перевезення людей (осіб) та/або вантажів за допомогою м'язової сили людини. Як і транспорт на тваринах, транспорт людський, керований людиною, існував споконвіку у формі ходьби, бігу та плавання. Сучасні технології дозволили машинам підвищити людські сили.
Хоча моторизація збільшила швидкість і вантажопідйомність, багато видів транспортних засобів, що працюють від людини, залишаються популярними з міркувань вартості, зручності, дозвілля, фізичних вправ та екологічності. Іноді єдиним доступним видом транспорту є людський транспорт, особливо в слаборозвинених або важкодоступних регіонах.

## Доступна сила м'язів

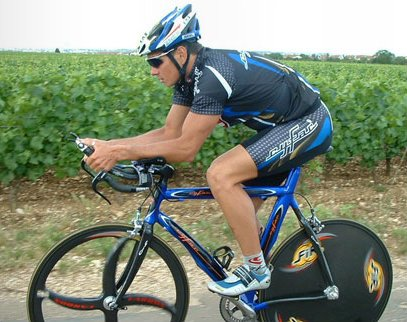
Спортивний велосипедист у їзді

У 1989 році на змаганнях по Америці одна команда (Team Strawberry) використовувала експериментальний пристрій, що включав маточину заднього колеса, датчик та процесор, встановлений на кермі, для вимірювання вихідної потужності кожного велосипедиста.
У лабораторних експериментах середній велосипедист «у формі» може виробляти близько 3 Вт / кг понад години (наприклад, близько 200 Вт на 70 кг (154 фунт) їздця), з провідними аматорами, що виробляють 5 Вт / кг, та елітними спортсменами, які досягають 6 Вт / кг за подібний проміжок часу. Елітні спритні велосипедисти можуть досягти миттєвої максимальної потужності близько 2000 Вт або понад 25 Вт / кг; елітні дорожні велосипедисти можуть видавати від 1600 до 1700 Вт як миттєвий максимум у своєму прискоренні до фінішу в кінці п'ятигодинних дорожніх перегонів.

## Режими

### Нетранспортний
- Повзання (людина)
- Ходьба (240 Вт)[перевірити]
  - Пішохідний автобус
- Біг (1000 Вт)[перевірити]
- Спринтування (1700 Вт при 25 км/год (16 миля/год))[2]
- Плавання
- Вільне сходження та альпінізм
- Катання на ковзанах, роликових ковзанах та роликових ковзанах
- Бігові лижі

### Транспортні засоби, що працюють від людини

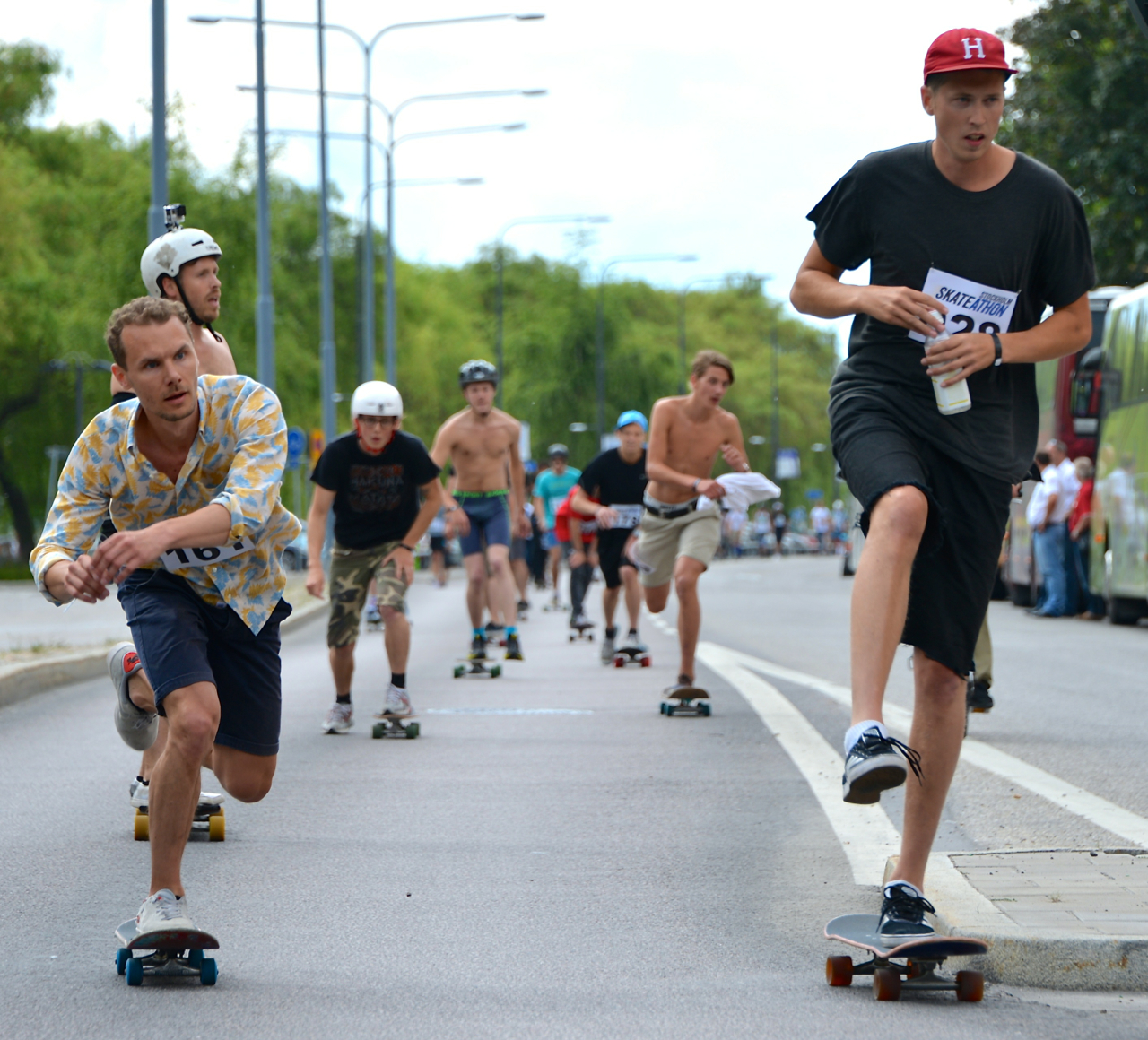
Скейтборд приводиться в рух штовханням (їзда однією ногою на борту, натисканням однією ногою на землю) або силою тяжіння

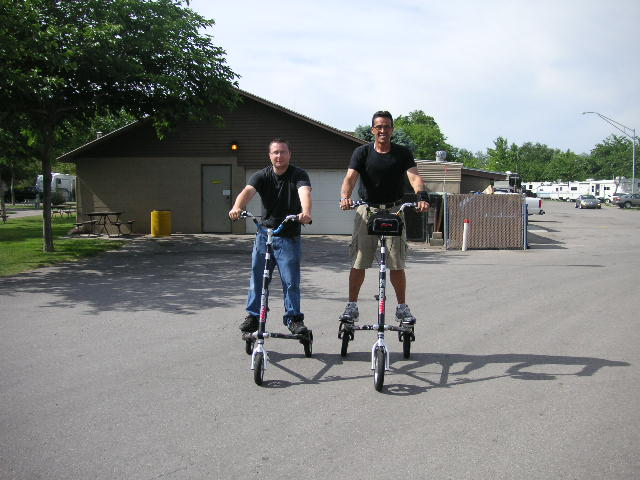
Трікерс забезпечується зміною ваги тіла вершника

#### Наземний транспорт

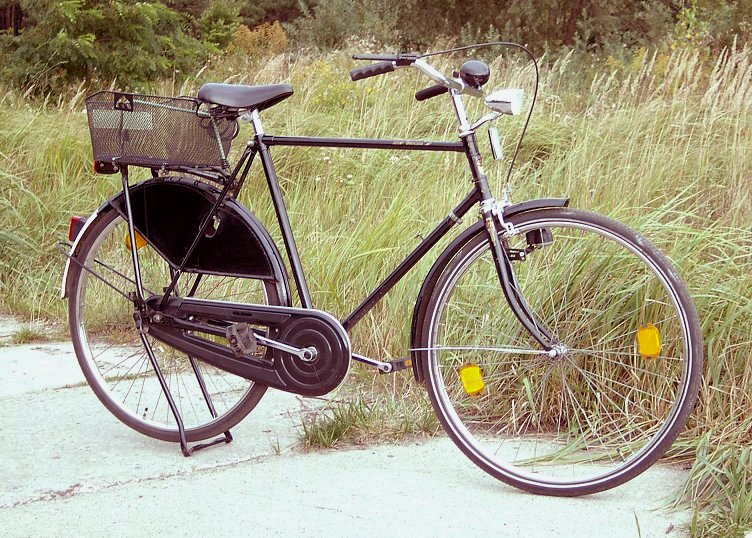
Велосипеди — найефективніший тип транспортних засобів, що працюють від людини

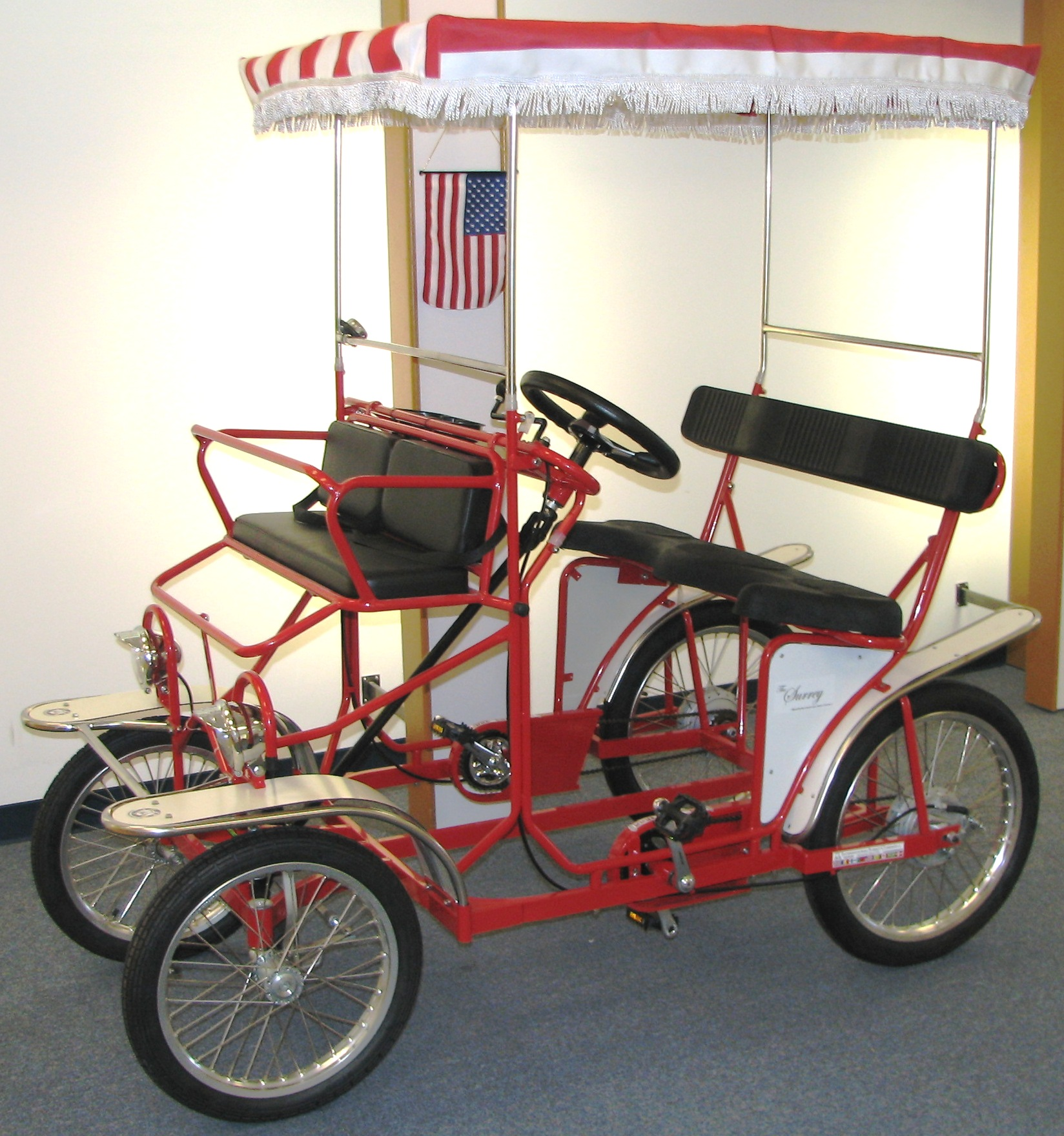
Оренда квадрацикла в стилі Суррей, побудована міжнародною компанією Surrey

Скейтборди мають ту перевагу, що вони настільки маленькі та легкі, що користувачі можуть легко носити їх, коли не катаються на ковзанах.
Найефективнішим наземним транспортним засобом, що працює від людини, є велосипед. У порівнянні з набагато більш поширеним вертикальним велосипедом, лежачий велосипед може бути швидшим на рівній землі або на пагорбах завдяки кращій аеродинаміці, маючи подібну ефективність передачі потужності.
Веломобілі стають все більш популярними в більш холодних та / або більш вологих країнах  через захист, який вони пропонують від навколишнього середовища.  Вантажні велосипеди використовуються для перевезення вантажів. Велорикші можна використовувати як таксі.
У 2016 році велосипедист AeroVelo Тодд Райхерт досяг рекорду швидкості, у 142,04 км/год (88,26 миля/год) з веломобілем у Бітлі- Горі, штат Невада.
Голландський велосипедист Фред Ромпельберг встановив 268,8 км/год (167,0 миля/год) швидкість запису на Bonneville Salt Flats в штаті Юта на 3 жовтня 1995 року у час їзди на велосипеді слідом за моторним драгером пейс-каром. Їдучи за у темпі за автомобілем аеродинамічний опір, проти якого Ромпельберг крутив педалі, зменшився майже до нуля.
Грег Колоджейчик встановив два світові рекорди, визнані Міжнародною асоціацією транспортних засобів, створених людьми, та світові рекорди Гіннеса (ТМ) 17 липня 2006 року на трасі для перегонів в Юриці, штат Каліфорнія. Перший рекорд — це найбільша відстань, пройдена за 24 години людською силою 1 041 км (647 миля), а другий — найшвидший у світі 1 000 км (621 миля) пройдений за час (23 години, 2 хвилини). Обидва рекорди були побиті 6 серпня 2010 року Крістіаном фон Ашебергом, який проїхав 1 000 км (621 миля) за 19 годин 27 хвилин і вдалося пройти 1 219 км (757 миля) за 24 години з його Milan SL Velomobile. У тих же перегонах він також підняв 12-годинний рекорд до 664,97 км (413 миля), що в середньому становить 55,41 км/год (34 миля/год).

#### Літаки

##### Планери

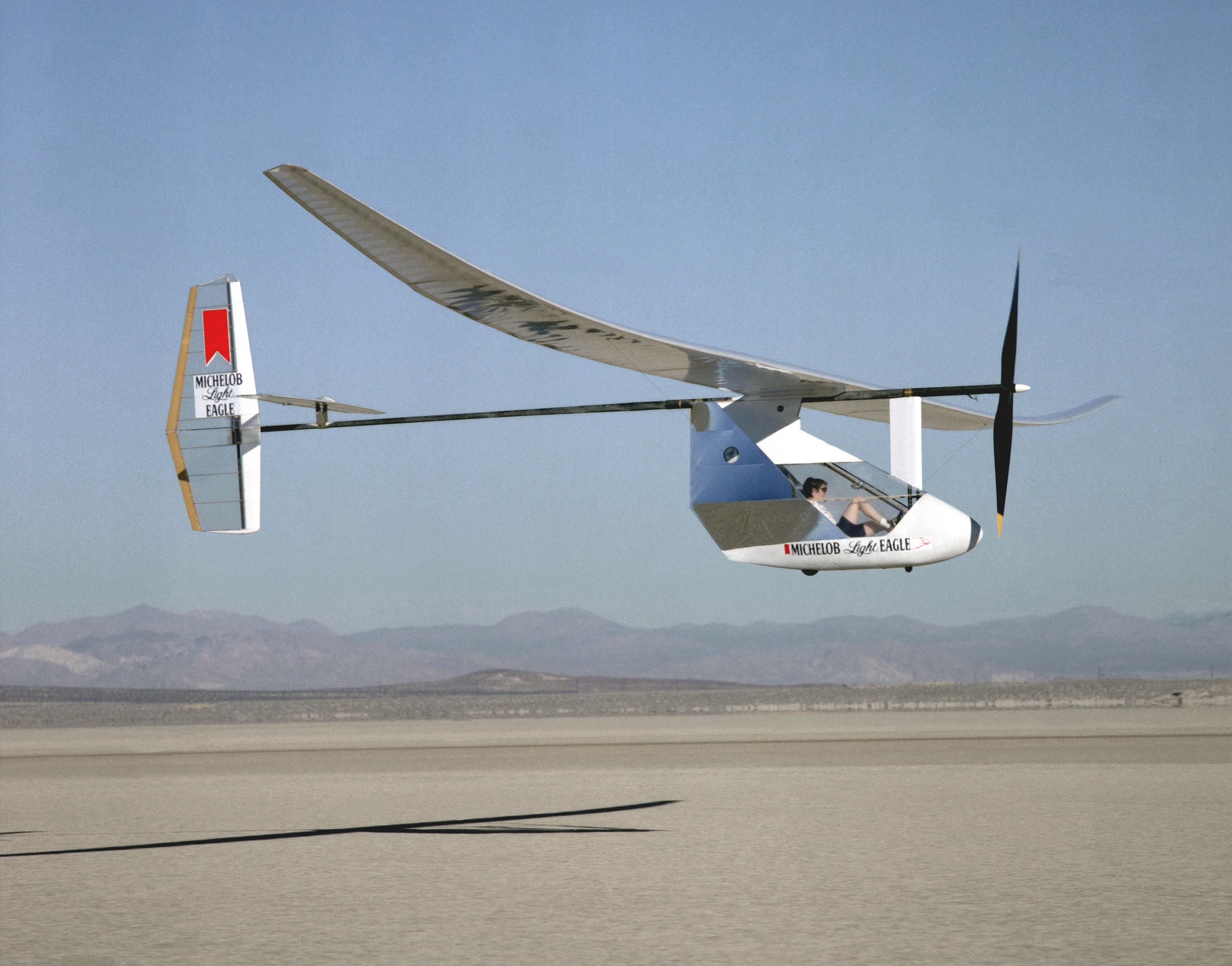
MIT Daedalus літаки на людині

У 1936 році «Педаліанте» пролетів на короткі відстані, повністю перебуваючи під владою людини, але відстані були недостатньо значними, щоб виграти приз італійського змагання, для якого він був побудований. Польоти були визнані результатом значної сили та витривалості пілота, а недосяжними для типової людини. Додаткові спроби були зроблені в 1937 і 1938 рр. За допомогою системи катапульти, запустивши літак на висоту 9 м (30 фут). З запуском катапульти літак успішно здійснив подорож 1 км (0,62 миля) відстань, визначена змаганням, але приз відхилено через метод зльоту
Перший офіційно підтверджений регулярно здійсненний зліт і посадка літака, керованого людиною (здатного здійснювати зльоти на відміну від планера), був здійснений 9 листопада 1961 року Дереком Пігготтом на авіаційному літаку (SUMPAC) університету Саутгемптона.
Мабуть, найвідомішим літаком, що працює від людини, є «Госбамер Альбатрос», який пролетів через Ла-Манш у 1979 році.
Поточна відстань і тривалість запису, визнані FAI, пряма відстань 115,11 км (71,53 миля) за 3 години 54 хвилини, було досягнуто 23 квітня 1988 року з Іракліона на Криті до Санторіні в MIT Daedalus 88, який пілотував Канеллос Канеллопулос.
Поточний рекорд швидкості тримає Monarch B, створений командою MIT в 1983 році, яка виграла премію Кремера в розмірі 20 000 фунтів стерлінгів за підтримання швидкості понад 30 км/год (19 миля/год) понад 1,5 км (1 миля) трикутним курсом.

##### Вертольоти
Першим офіційно зафіксованим людським вертольотом, який покинув землю, був Da Vinci III в 1989 році. Він був розроблений та побудований студентами Cal Poly San Luis Obispo в Каліфорнії, США. Він пролетів 7,1 секунди і досяг 8 дюйм (20 см) висоти. Другим був Юрій I у 1994 році, спроєктований та побудований студентами Японського університету Ніхон. Він пролетів 19,46 секунди і досяг висоти 20 см (8 дюйм). 13 червня 2013 року «Атлас АероВело» першим здійснив політ, який тривав 64 секунди і досяг висоти 3,3 метра, таким чином вигравши премію Сікорського.

##### Дирижаблі та повітряні кулі
Французькі винахідники побудували дирижаблі та повітряні кулі, що працюють від людини. Сонячні аеростати та сонячні дирижаблі — це нові типи аеростатів та дирижаблів. Оскільки підбой забезпечується плавучістю, людська сила може бути віддана тязі.

#### Водний транспорт

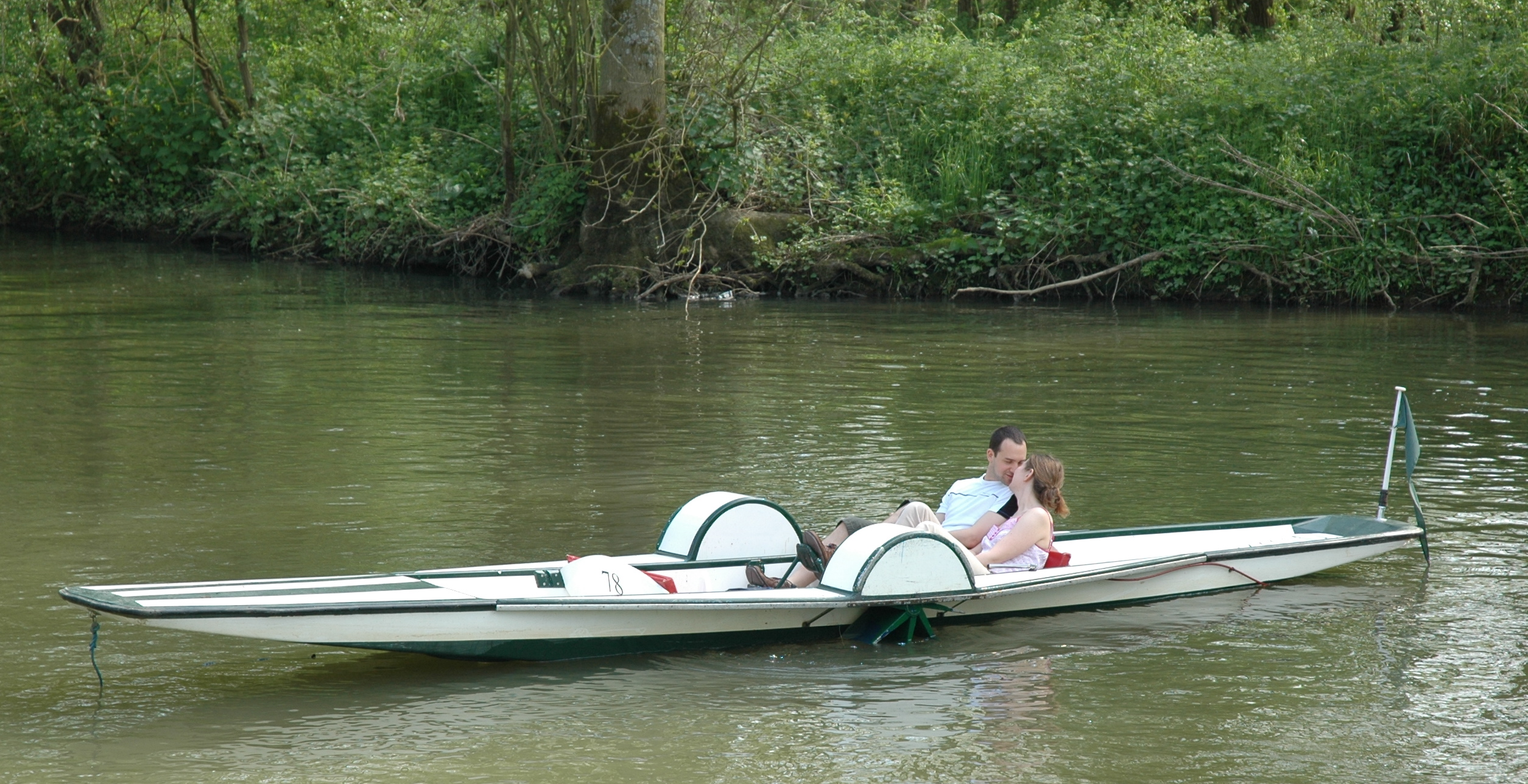
Пунт Педало

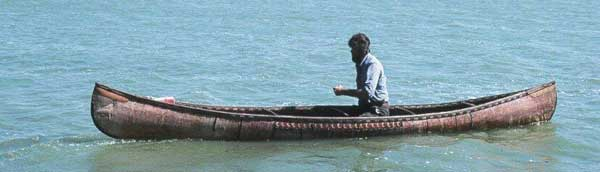
Берестяна каное

Судна, що працюють від людини, включають доісторичні, історичні та відомі традиційні та спортивні судна, такі як каное, гребні човни та галери. Термін човен, що працює від людини, часто використовується для більш сучасних суден, що використовують гвинти та водні колеса для руху. Вони можуть бути ефективнішими, ніж весла або весла, і особливо дозволяють використовувати м'язи ніг, які, як правило, сильніші, ніж м'язи рук, навіть для не спортсменів. З цієї причини конкурентні гребні човни використовують розсувні сидіння, щоб зачепити ноги для руху рухом веслом, але для ефективного використання потрібні значні навички. Окрім того, для пересування вперед мало необхідних навичок при пошуку вперед, а такі ремесла, як педалі, популярні на курортах.

##### Підводні крила
Підводні крила мають меншу водостійкість на найвищих швидкостях, досяжних людьми, і, отже, вони швидше швидкісні, ніж судна для переміщення на коротких курсах. Світовий рекорд швидкості на воді встановив 27 жовтня 1991 р. Професор Массачусетського технологічного інституту Марк Дрела, який крутив педалі підводного крила, що працює від людини, "Декавітатор ", до 18,5 вузлів (21,3 милі на годину) (9,53 метра на секунду) на 100-метровій трасі в Бостоні, штат Массачусетс, США.

##### Підводні човни
У 1989 році у Флориді відбулася перші Міжнародні перегони підводних човнів (ISR), що працюють від людини. З того часу було проведено ще дев'ять перегонів. Самі перегони були перенесені з акваторії Флориди в модель басейну Девіда Тейлора в підрозділі Кардерок Центру морської наземної війни в Бетесді, штат Меріленд, і проводяться раз на два роки. На 9-му ISR в 2007 році (в якому брали участь 23 підводні човни) було встановлено кілька нових рекордів: Одномісний корабель, Omer5 досягнув рекордної швидкості 8,035 вузлів, побивши попередній рекорд команди Омера — 7,19 вузлів, встановлений Омером 4 у 2004 році. Також Омер 6 вихопив рекорд для безгвинтових кораблів зі швидкістю 4,642 вузла.

### Повітря
- Група людських літаків — Virginia Tech
- Людські вертольоти — історія, технології, люди
- Напружений людський міг [Архівовано 14 квітня 2021 у Wayback Machine.]

### Земля
- Команда Технологічного інституту Роуз-Гулман — людські транспортні засоби [Архівовано 11 квітня 2021 у Wayback Machine.] — Відео, фотографії, посилання та інша інформація про наземні транспортні засоби, що працюють від людини

### Вода
- Човни, що працюють на людині [Архівовано 26 січня 2021 у Wayback Machine.] — Події, фотографії, посилання
- Підводні крила, що працюють [Архівовано 11 квітня 2015 у Wayback Machine.] від людини, [Архівовано 11 квітня 2015 у Wayback Machine.] з 1953 по 2005 рік
- Декавітатор Підводне крило, що працює від людини [Архівовано 19 липня 2014 у Wayback Machine.] — відео, документація
- Підводний човен, що працює від людини, штат Вірджинія, тех